# Thomas Brunner (homme politique)
Ne doit pas être confondu avec Thomas Brunner.
Pour les articles homonymes, voir Brunner.
Thomas Brunner, né le 25 juillet 1960 à Saint-Gall (originaire de Valendas et Safiental) et mort le 15 mai 2025,, est une personnalité politique suisse du canton de Saint-Gall, membre des Vert'libéraux et conseiller national depuis de 2019 à 2023.

## Biographie
Thomas Brunner naît en 1960 en ville de Saint-Gall. Il étudie la climatologie appliquée à l'Université de Berne,.
Avant son entrée en politique, il exerce la profession d'ingénieur dans le secteur privé à Berne.
Thomas Brunner meurt le 15mai 2025,.

## Parcours politique
En 2009, il est élu au parlement de la ville de Saint-Gall, et y siège jusqu'en 2020. Dans le cadre de ce mandat, il est président du groupe parlementaire des vert'libéraux de 2017 à 2019 et siège au sein de la commission des infrastructures.
Il se présente aux élections fédérales de 2007, 2011 et 2015.
En 2019, il est élu au Conseil national. Son élection est considérée comme une surprise par plusieurs médias locaux,. À Berne, il siège dans la Commission de la science, de l'éducation et de la culture (CSEC).
Il est membre du WWF Suisse et du comité bourgeois pour l'initiative pour des multinationales responsables.
Il annonce en mai 2023 ne pas se présenter pour un nouveau mandat aux élections fédérales d'octobre 2023.